# Terrace Martin
Terrace Martin est un musicien américain originaire de Los Angeles, en Californie. 
Il doit en partie sa notoriété pour avoir produit des musiques d’artistes populaires notamment Snoop Dogg, Busta Rhymes, Stevie Wonder, Charlie Wilson, Raphael Saadiq et Kendrick Lamar. Terrace Martin joue de plusieurs instruments et sample des morceaux issus de nombreux styles musicaux (funk, jazz à la musique classique en passant par la soul) dans ses productions de hip-hop. Il travaille sous sa propre société, la Terrace Martin Music, actuellement dirigée par la directrice exécutive Monesia Hobbs.

## Carrière musicale
Le travail de Terrace Martin a été reconnu par Hollywood et les élites de l’industrie musicale. Il était dans les bonnes grâces du monde du jazz, dont il a fait partie intégrante en jouant à la galerie d’art fondée par Billy Higgins : la « World Stage ». Sa rupture avec le monde du jazz se fait lorsqu’il réalise une mélodie pour Snoop Dogg, diffusée sur la radio Power 106. Après avoir produit la mélodie du hit Joystick pour 213, Snoop Dogg le sollicite régulièrement pour des collaborations. Il est ainsi crédité sur ses albums R&G (Rhythm & Gangsta): The Masterpiece et Ego Trippin. En 2007, il signe un contrat avec le label Warner Bros. Records.
En 2010, il produit et rappe sur son premier album The Demo, L’album présente de nombreux beat empruntés et des featurings avec d’autres rappeurs parmi lesquels Snoop Dogg, Wiz Khalifa, Pete Rock, DJ Quik et Kurupt.
En septembre 2010, il sort l’extended play (EP) Here, My Dear en collaboration avec l’animateur radio Devi Dev. L’EP s’ouvre par un featuring avec Wiz Khalifa et Overdoz : Roll Up Another One. Parmi les autres musiques, des featurings avec Wiz Khalifa, Overdoz, Snoop Dogg, Charlie Wilson, Kurupt, Kendrick Lamar, U-n-i, James Fauntleroy II  et le pianiste Kenneth Croutch. Ce premier album s’inspire par l’album éponyme de Marvin Gaye sorti en 1978.
En décembre 2010, Martin et Devi Dev lancent la série de musiques en ligne #DeviTerraceTuesday. Le 22 février 2011, ils dévoilent leur seconde collaboration : The SEX EP.
En 2013, Martin sort la suite de Here, My Dear : le projet 3ChordFold, qui consiste en une fusion de grands genres de musiques. Il est suivi en décembre 2013 de 3ChordFold: Remixed et de ChordFold: Pulse au printemps 2014, qui présente des collaborations live avec notamment Robert Glasper et Thundercat.. En 2015, Martin est très investi dans la production de l’album de Kendrick Lamar To Pimp a Butterfly,, succès commercial et unanimement acclamé par les critiques. Son dernier projet, Velvet Portraits est sorti courant 2016.
Il accompagne Herbie Hancock dans son USA & Europe Summer Tour 2017, aux claviers et saxophone, avec Lionel Loueke (guitare), James Genus (basse), et Vinnie Colaiuta (batterie).

## Influences
Sa musique est influencée par Miles Davis, Charlie Parker, Jackie McLean, John Coltrane, Herbie Hancock, Sonny Stitt, Grover Washington, Jr., Dr. Dre, DJ Quik, Battlecat, DJ Premier, Pete Rock, et 1580 K-Day. Il a déclaré à ce propos : « J'ai commencé à produire des morceaux de hip hop parce que c'était la musique dans l'ère du temps mais je n'ai jamais oublié mon premier amour : le jazz ».

## Discographie

### Albums studio
- 2011 : Melrose (avec Murs)
- 2013 : 3ChordFold
- 2013 : 3ChordFold: Remixed
- 2014 : 3ChordFold: Pulse
- 2014 : Times
- 2016 : Velvet Portraits[8]
- 2020 : They Call Me Disco[9] avec Ric Wilson
- 2021 : Drones

### EPs
- 2010 : 808s & Sax Breaks
- 2011 : The Sex EP
- 2012 : The 4 Luv Suite

### Mixtapes
- 2007 : Signal Flow
- 2008 : Locke High
- 2010 : Here, My Dear
- 2011 : The Sex EP 2.0: Cease & Desist
- 2011 : Locke High 2

## Producteur
- 2017 : Sounds Of Crenshaw Vol. 1 ou Terrace Martin Presents The Pollyseeds[10]